# 森永あい
森永 あい（もりなが あい）は、日本の漫画家、元同人作家。岡山県出身。血液型はO型。

## 略歴
- 1989年 - 1月、サークル「元祖やりなげ本舗」にて森永グリ子の名で同人誌デビュー[2]。1993年12月まで参加[3]。
- 1991年 - 4年制大学を卒業[4]。
- 1993年 - 『月刊Asuka』にて「11年目の女神」でプロデビュー。
- 2001年 - 『山田太郎ものがたり』が、台湾でテレビドラマ化された。
- 2005年 - 『僕と彼女の×××』が映画化された。
- 2007年 - 『山田太郎ものがたり』が、日本でもTBS系列でテレビドラマ化された。
- 2019年 - 8月2日、早朝に体調を崩し死去[5]。同年8月9日に公表された（死因不明）[6]。

## 作品リスト

### 漫画

#### あすかコミックス（角川書店）
- ユンカース・カム・ヒア（原作：木根尚登「ユンカース・カム・ヒア」、全4巻、完全版上下巻、1994年 - 1995年）
- 山田太郎ものがたり（『月刊Asuka』掲載、全15巻＋番外編1巻、1995年 - 2000年）

『貧窮貴公子』として台湾でドラマ化された。F4の周渝民（主役・太郎）、朱孝天（父・和夫）出演。
2007年7月よりTBS系列でドラマ化された。ジャニーズ事務所の嵐のメンバー二宮和也が主役・太郎を、櫻井翔が太郎の親友・御村を演じる。
- えみりにおまかせ（『月刊Asuka』掲載、全1巻、1997年 - 1999年）
- あひるの王子さま（『月刊Asuka』掲載、全6巻、2001年 - 2003年）
- まにあってます!（『月刊Asuka』掲載、全2巻、2003年 - 2004年）

#### ゼロコミックス（ビブロス）
- ストロベリーちゃんの華麗な生活（全1巻、1999年、新装版2007年）
  - ストロベリーちゃんの超華麗な生活（全1巻、2004年、新装版2007年）

#### BLADE COMICS（マッグガーデン）
- 僕と彼女の×××（『月刊ステンシル』→『月刊コミックブレイド』→『月刊コミックブレイドアヴァルス』掲載、全8巻+番外編1巻、2001年  - 2013年）

2005年10月に映画化された。塩谷瞬が主演・上原あきらを、高橋真唯が桃井菜々子を演じる。
- 新装版 まにあってます!（全1巻、2010年）
- 新装版 あひるの王子さま（全3巻、2010年）

#### 講談社コミックス別冊フレンド（講談社）
- 極楽青春ホッケー部（『別冊フレンド』掲載、全14巻、2004年 - 2009年）
- キララの星（『別冊フレンド』掲載、全13巻、2010年 - 2015年）

#### 講談社コミックスなかよし （講談社）
- 園芸少年（『なかよし』掲載、原作：魚住直子、2011年）

#### 花とゆめコミックスメロディ（白泉社）
- 南風 〜自転車のタビコイ〜（『LaLaMELODY online』掲載、2014年5月 - 2014年6月）

#### アンソロジー
- 涙のちハッピーエンド （講談社コミックス別冊フレンド、2005年8月11日）
  - 極楽青春ホッケー部
- ヒミツの禁断愛 （講談社コミックス別冊フレンド、2006年8月11日） 
  - 極楽青春ホッケー部 番外編
- 一生に一度の本気愛 （講談社コミックス別冊フレンド、2006年12月13日）
  - 極楽青春ホッケー部〜中学生日記〜
- 愛くるしい （マッグガーデン、2008年3月28日）
  - 猫あんそろじー
- メガネ男子な彼。(2) （講談社コミックス別冊フレンド、2008年8月11日）
  - 極楽青春ホッケー部
- 原色ツンデレ男子。 萌え カレ （講談社コミックス別冊フレンド、2009年12月11日） 
  - 極楽青春ホッケー部 番外編
- Sの誘惑、Mのドキドキ （講談社コミックス別冊フレンド、2012年3月13日）
  - キララの星 -番外編- おさななじみ
- ゼッタイ、ぜったい、好きな人。 （講談社コミックス別冊フレンド、2012年8月10日）
  - キララの星 番外編
- シゴト男子に恋してる。 （講談社コミックス別冊フレンド、2013年2月13日） 
  - キララの星 短編
- SとJK （講談社コミックス別冊フレンド、2014年4月11日）
  - キララの星 短編

### イラスト
- サラリーマン湯けむり三人旅 （著者：佐藤ラカン、ワニブックス、1996年11月）
- 耽美なわしら1巻（著者：森奈津子、角川書店、1996年8月）
- おにいちゃんと犬 （著者：佐藤ラカン、ワニブックス、1996年11月）
- 夜明けの鳥 （著者：白城るた、芳文社、1996年12月）
- 耽美なわしら2巻（著者：森奈津子、角川書店、1997年6月）
- ラクーンなぼく（著者：松岡なつき、小学館、1997年7月）
- アイドルを見るな （著者：白城るた、芳文社、1997年9月）
- 星の森をくぐって（著者：松岡なつき、小学館、1997年10月）
- 凍えたハート （著者：松岡なつき、小学館、1998年4月）
- スキャンダル注意報 （著者：天花寺悠、リーフ出版、1999年9月）
- ぺこぺこ （著者：とまとあき、角川書店、2000年9月）
- 今夜だけ退魔少女 あたしの中の王子さま（著者：真坂たま、富士見書房、2002年8月）
- プロフェッショナル・バトル（著者：遠野春日、マガジン・マガジン、2003年2月）